# 산노을
《산노을》은 1982년 11월 6일에 방영된 TV문학관이다.

## 줄거리
고시에 합격하지 못한 대학생 동석(이구순)은 실의에 빠져 고향으로 내려갔다가 하영(이기선)이라는 젊은 여성을 우연히 만나게 되고 그녀와 사랑에 빠지게 된다. 그런데 폐점막증 진단을 받아 요양차 내려와 있던 하영에게는 이미 결혼을 약속한 상대가...

## 출연
- 이구순
- 이기선
- 최정훈
- 서승현
- 정해창
- 정재순
- 신종섭
- 반문섭
- 안대용
- 장희진
- 최승철
- 김일란
- 홍유진
- 최동균
- 홍승일
- 이성후
- 선동혁
- 최성우